# Gobbledigook
Gobbledigook (albo "Gobbeldigook") – pierwszy singiel z czwartego albumu grupy Sigur Rós Með suð í eyrum við spilum endalaust, wydany 27 maja 2008 roku.

## Lista utworów
1. "Gobbledigook" - 3:08

## Twórcy[1]
- Sigur Rós – produkcja
  - Jón Þór Birgisson - wokal, gitara
  - Georg Hólm – gitara basowa
  - Kjartan Sveinsson - keyboard
  - Orri Páll Dýrason - perkusja
- Flood - produkcja
- Ted Jensen - mastering